# 第25回日劇學院賞
←第24回 - 第25回 - 第26回→
第25回日劇學院賞，為針對2000年4月到6月在日本播出的連續劇之投票與評比。此季由知名編劇宮藤官九郎的《池袋西口公園》獲得最優秀作品賞。瀧澤秀明和窪塚洋介分別以《太陽不西沉》和《池袋西口公園》首次獲獎。

## 最優秀作品賞
《池袋西口公園》
- 讀者票：1.天使絕跡的城市（日语：天使が消えた街）；2.傳說中的教師（日语：伝説の教師）；3.太陽不西沉（日语：太陽は沈まない）
- 記者票：1.太陽不西沉（日语：太陽は沈まない）；2.池袋西口公園；3.電子情謎（日语：QUIZ）
- 評審票：1.池袋西口公園；2.永遠的仔（日语：永遠の仔）；3.電子情謎（日语：QUIZ）

## 主演男優賞
瀧澤秀明（太陽不西沉）
- 讀者票：1.堂本光一（天使絕跡的城市（日语：天使が消えた街））；2.瀧澤秀明（太陽不西沉（日语：太陽は沈まない））；3.中居正廣（傳說中的教師（日语：伝説の教師））
- 記者票：1.瀧澤秀明（太陽不西沉（日语：太陽は沈まない））；2.長瀨智也（池袋西口公園）；3.松本人志（傳說中的教師（日语：伝説の教師））
- 評審票：1.長瀨智也（池袋西口公園）；2.佐藤浩市（氣象預報的情人（日语：天気予報の恋人））；3.瀧澤秀明（太陽不西沉（日语：太陽は沈まない））

## 主演女優賞
友坂理惠（讓愛說出來）
- 讀者票：1.江角真紀子（庶務二課第二季）；2.友坂理惠（讓愛說出來（日语：君が教えてくれたこと））；3.中谷美紀（永遠的仔（日语：永遠の仔））
- 記者票：1.友坂理惠（讓愛說出來（日语：君が教えてくれたこと））；2.財前直見（電子情謎（日语：QUIZ））；3.中谷美紀（永遠的仔（日语：永遠の仔））
- 評審票：1.友坂理惠（讓愛說出來（日语：君が教えてくれたこと））；2.財前直見（電子情謎（日语：QUIZ））；3.中谷美紀（永遠的仔（日语：永遠の仔））

## 助演男優賞
窪塚洋介（池袋西口公園）
- 讀者票：1.藤井郁彌（天使絕跡的城市（日语：天使が消えた街））；2.上川隆也（讓愛說出來（日语：君が教えてくれたこと））；3.窪塚洋介（池袋西口公園）
- 記者票：1.窪塚洋介（池袋西口公園）；2.生瀨勝久（電子情謎（日语：QUIZ））；3.加藤晴彥（アナザヘヴンeclipse）
- 評審票：1.窪塚洋介（池袋西口公園）；2.生瀨勝久（電子情謎（日语：QUIZ））；3.藤井郁彌（天使絕跡的城市（日语：天使が消えた街））

## 助演女優賞
深津繪里（氣象預報的情人）
- 讀者票：1.內田有紀（天使絕跡的城市（日语：天使が消えた街））；2.松雪泰子（太陽不西沉（日语：太陽は沈まない））；3.深津繪里（氣象預報的情人（日语：天気予報の恋人））
- 記者票：1.深津繪里（氣象預報的情人（日语：天気予報の恋人））；2.松雪泰子（太陽不西沉（日语：太陽は沈まない））；3.森下愛子（池袋西口公園）
- 評審票：1.深津繪里（氣象預報的情人（日语：天気予報の恋人））；2.森下愛子（池袋西口公園）；3.加藤愛（池袋西口公園）

## 新人賞
優香（太陽不西沉）

## 服裝造型賞
松本人志（傳說中的教師）

## 腳本賞
宮藤官九郎（池袋西口公園）

## 配樂賞
半野喜弘（永遠的仔）

## 主題歌賞
SADS〈忘却の空〉（池袋西口公園）

## 卡司賞
《池袋西口公園》

## 片頭賞
薗田賢次（池袋西口公園）

## 監督賞
堤幸彥、伊佐野英樹、金子文紀（池袋西口公園）

## 特別賞
中居正廣、松本人志（傳說中的教師）